# Nac Mac Feegle
Nac Mac Feegle, även brysslingar eller, som de själva kallar sig, De små fria, är en fiktiv klan skapad av Terry Pratchett, bestående av ett småfolk med rött hår (med ett undantag) och blå hud. De älskar att slåss, stjäla och dricka. De styrs av en "kelda" och förekom först i boken Små blå män 2003. Nac Mac Feegle-medlemmarna är övertygade om att de är i himlen, och att de har återfötts.

## Medlemmar
Här kommer ett urval av medlemmarna i Nac Mac Feegle.
- Hamish, en Nac Mac Feegle som har ett par trävingar och en ormvråk vid namn Morag, som han dresserat till att flyga på. Som fallskärm använder han ett par av Tiffanys underkläder
- Robban Alleman, Store för klanen. Ska gifta sig med Tiffany Ledbruten, om en mycket lång tid.
- Tok-Olle, en smått galen Feegle som ibland säger saker som han inte borde säga.
- Fion, den enda kvinnliga brysslingen utom keldan. Hon är inte särskilt vänligt inställd till Tiffany.
- Inte-lika-stor-som-Mellanstore-Jocke-men-större-än-Lill-Jocke-Jocke, Nac Mac Feegle-krigare, muspipespelare och poesiskrivare.
- William, pekoralj och muspipespelare. Har vitt hår och skägg istället för det normalt röda.
- Långe Yan, krigare.
- Tiffany Ledbruten, kelda för klanen.
- Paddan, en talande padda som hjälper Tiffany.

## Egenskaper och historia
Alla medlemmar i Nac Mac Feegle älskar starka drycker, att slåss och att stjäla (särskilt kor). De stjäl dock aldrig från fattiga, eller slåss mot svaga. Många Nac Mac Feegle rullar också på r:en, vilket hörs på deras ordspråk "Huvuden och R ska rulla!". De säger "Ach" istället för "Äsch", "Aye" istället för "Ja" och "Nay" istället för "Nej". Brysslingarna levde först i Drottningens rike men blev senare utkastade ur det eftersom det enda de gjorde var att supa och slåss med varandra och alla andra. Deras anfallsstrategi är oftast att anfalla allt de ser. De är mycket starka och snabba. De säger själva att de är kända för att slåss, supa, stjäla, supa och slåss, och supa och slåss och stjäla. En dryck de tycker mycket om är Dundergörande Fårliniment.
När en flicka föds i klanen, måste hon efter en tid välja sina livvakter och flytta till en annan klan med en gammal kelda. När den gamla keldan dör, tar flickan över makten. Så fort keldan tillträder måste hon gifta sig med någon i klanen, och när keldan tillträder bestäms fästman och datum för giftermålet. Det var ett problem som Tiffany Ledbruten lyckades lösa genom att bestämma datumet om en mycket, mycket lång tid. Keldan är mor till hela klanen, och det föds många fler män än kvinnor, även om kvinnorna oftast är intelligentare. Barnen är mycket små när de föds, men växer upp snabbt. Det enda en Nac Mac Feegle är riktigt rädd för är att någon ska skriva ned deras namn och fästa dem på invecklade dokument, som stämningsansökningar, efterlysningsaffischer, räkningar och delgivningar. De är också mycket rädda för advokater. De skriker ofta "Attans bövlar!"

## Klädsel
Alla Nac Mac Feegle har en brunaktig kilt, rött hår och ett svärd som lyser blått i juristers närvaro, utom William, som istället har vitt hår och är beväpnad med en muspipa. Vissa Nac Mac Feegle har hjälmar gjorda av kanin- eller råttkranier, däribland Robban Alleman. Fötterna är lindade med hudar, för att bilda ett par klumpiga skor enligt texten i boken Små blå män, men det syns inte på omslagsillustrationen till boken. Vissa Nac Mac Feegles har flätat sitt röda skägg och hår. Svärdsskidan sitter fast på ryggen med hjälp av en rem.

## Ordspråk
Ett urval av Nac Mac Feegle-ordspråk:
- "Ingen drrrottning! Ingen kung! Ingen patron! Ingen herre! Ingen ska lura oss igen!"[7]
- "De kan ta våra liv, men inte våra byxor!"
- "Huvuden och R ska rulla!"
- "Hellre redlös än brödlös!"
- "Min fiende är som en röd, röd fläck!"
- "Det kan bara finnas tusenden!"
- "Tolvhundra köttedsvurna män!'"
- "Slut på domstolsdramatiken!"
- "Vi har lagen på vååår sida!"
- "Med lag ska skojare näpsas!"